# Bålsta
Bålsta este un oraș în Suedia.

## Demografie
| \| Evoluția demografică a zonei urbane Bålsta, 1970–2015 \| Evoluția demografică a zonei urbane Bålsta, 1970–2015 \| Evoluția demografică a zonei urbane Bålsta, 1970–2015 \| Evoluția demografică a zonei urbane Bålsta, 1970–2015 \| Evoluția demografică a zonei urbane Bålsta, 1970–2015 \| \| --------------------------------------------------------------------------------------- \| ----------------------------------------------------- \| ----------------------------------------------------- \| ----------------------------------------------------- \| ----------------------------------------------------- \| \| An \| \| \| Locuitori \| \| \| 1970 \| 1970 \| \| 4.972 \| 4.972 \| \| 1975 \| 1975 \| \| 8.243 \| 8.243 \| \| 1980 \| 1980 \| \| 11.468 \| 11.468 \| \| 1990 \| 1990 \| \| 12.885 \| 12.885 \| \| 1995 \| 1995 \| \| 12.832 \| 12.832 \| \| 2000 \| 2000 \| \| 12.891 \| 12.891 \| \| 2005 \| 2005 \| \| 13.430 \| 13.430 \| \| 2010 \| 2010 \| \| 14.147 \| 14.147 \| \| 2015 \| 2015 \| \| 13.138 \| 13.138 \| \| Sursa: SCB - Statistika Centralbyrån, Folkmängden per tätort. Vart femte år 1960 - 2016 \| \| \| \| \| |      |  |           |        |
| Evoluția demografică a zonei urbane Bålsta, 1970–2015 |      |  |           |        |
| An |      |  | Locuitori |        |
| 1970 | 1970 |  | 4.972     | 4.972  |
| 1975 | 1975 |  | 8.243     | 8.243  |
| 1980 | 1980 |  | 11.468    | 11.468 |
| 1990 | 1990 |  | 12.885    | 12.885 |
| 1995 | 1995 |  | 12.832    | 12.832 |
| 2000 | 2000 |  | 12.891    | 12.891 |
| 2005 | 2005 |  | 13.430    | 13.430 |
| 2010 | 2010 |  | 14.147    | 14.147 |
| 2015 | 2015 |  | 13.138    | 13.138 |
| Sursa: SCB - Statistika Centralbyrån, Folkmängden per tätort. Vart femte år 1960 - 2016 |      |  |           |        |